# 中野友禮
中野 友禮（なかの とものり/ゆうれい、1887年2月1日 - 1965年12月10日）は、日本の実業家。中野 友礼または中野 有礼としている場合もあり、読みも「とものり」ではなく「ゆうれい」としている場合もある。中野式食塩電解法の開発を契機に日曹コンツェルンを築く。

## 生涯
福島県大沼郡川西村（現：三島町）西方の旧会津藩士の家に生まれる。神尾彦之進の二男で、幼児に中野家の養子になった。旧制会津中学校（現：福島県立会津高等学校）を卒業後、一高の臨時中学校養成所に進んだ。その後、1908年（明治41年）、京都帝国大学理学部化学教室助手となり、中野式食塩電解法（電解ソーダ法）を開発し特許を得た。
中野はこの技術を基にして、1920年（大正9年）に日本曹達を設立し、苛性ソーダ、さらし粉の生産を開始した。そして、会社は第一次世界大戦による不況の中、順調に業績を伸ばしていった。さらに中野は、電解ソーダの副生物から次々に新規製品を生産していったが、満州事変を契機に、徐々に軍事色の強い製品も生産するようになる。
この頃、中野は「芋づる式」と呼ばれる事業展開で、無機化学から有機化学、人絹、金属精錬、鉱業、と傘下企業を増やし、会社は重化学工業から発展した新興財閥の一つに数えられた。1940年（昭和15年）までに傘下企業は42社に増え、日曹コンツェルンと呼ばれた。しかし、この急激な成長に会社の資金は枯渇し、組織内に金融機関を持たない新興財閥である日曹コンツェルンは、日本興業銀行などの国家資金と結び付かざるを得なくなる。
また、日本が中国との戦争に泥沼化し、国内の株式が低迷する中、急激に増やした傘下の企業の中にも不採算になる会社が出始め業績は悪化していった。しかし、この苦境の中でも陸軍からの軍需物資の増産要請があり、銀行からの融資を取り付ける必要に迫られた。そして、融資と引き換えに中野は1940年（昭和15年）に社長から退陣した。現在事業を継承している会社は日本曹達、興人などである。戦後、1945年（昭和20年）に日曹コンツェルンはGHQの指定する15財閥に数えられ、財閥解体された。
日本曹達を追われた中野は1942年（昭和17年）政府機関の企画院第一部第一課長の迫水久常の要請で、研究機関を綜合したのちの「調査研究連盟」を作るよう要請される。中野は「政府の機関にただ乗るのはというのでは面白くない」と考え日曹人絹パルプから有馬登良夫を呼び寄せて、彼を企画院に送り込み、迫水の幕下に加えた。ちなみに迫水は有馬登良夫と同じ鹿児島県出身で、のちに衆議院議員、参議院議員となっている。
中野は戦後製塩事業に着手したが、さしたる成果は挙がらず、晩年は失意のうちにあった。
1949年（昭和24年）中野は最初の脳溢血に襲われる。1965年（昭和40年）12月1日に激しい脳溢血に倒れそのまま意識をとり戻すことなく10日逝去した。会津会会員。墓所は多磨霊園。